# Rasmus Guldhammer
Rasmus Guldhammer (* 9. März 1989 in Vejle) ist ein ehemaliger dänischer Radrennfahrer.

## Sportlicher Werdegang
Rasmus Guldhammer wurde 2006 Dänischer Jugendmeister im Mannschaftszeitfahren. Beim Einzelzeitfahren der Junioren belegte er den dritten Platz. In der Saison 2007 gewann er eine Etappe und die Gesamtwertung der Internationalen 3-Etappen-Rundfahrt. Bei der dänischen Meisterschaft wurde er wiederum Jugendmeister im Teamzeitfahren und gewann auch das Straßenrennen der Junioren. Außerdem entschied er die Trofee der Vlaamse Ardennen in Belgien für sich.
Ab 2008 fuhr Guldhammer für verschiedene Radsportteams, jedoch wechselte er meist nach einer Saison wieder das Team. Auch bei den Erfolgen wechselten sich regelmäßig Jahre mit mehreren Erfolgen wie zum Beispiel 2009 mit Jahren komplett ohne Sieg wie 2010 ab. 2011 gewann Guldhammer eine Etappe von  Triptyque des Monts et Châteaux und zwei Etappen der Tour du Loir-et-Cher. Bis 2014 hatte er erneut eine längere Durststrecke, bis er im gleichen Jahr erneut zwei Etappen der Tour du Loir-et-Cher für sich entschied und zudem Vierter der Gesamtwertung wurde. 2014 erhielt er auch die Möglichkeit, als Stagiaire für das UCI WorldTeam Tinkoff-Saxo zu fahren, ein Vertrag kam jedoch nicht zustande.
Nach zwei weiteren Jahren mit wechselnden Teams und ohne Erfolge wurde Guldhammer 2016 Mitglied im Team Virtu Cycling, bei dem er drei Jahre bis zu seinem Karriereende blieb. Im ersten Jahr konnte er noch einmal vier Siege seinem Palmarès hinzufügen. Nach der Saison 2019 beendete er seine aktive Karriere als Radrennfahrer.

## Familie
Er ist der Sohn des ehemaligen dänischen Meisters Michael Guldhammer. Auch sein älterer Bruder Thomas Guldhammer war Radrennfahrer.

## Erfolge
2007
- Dänischer Meister – Straßenrennen (Junioren)

2009
- zwei Etappen Grand Prix du Portugal
- Lüttich–Bastogne–Lüttich Espoirs
- Dänischer Meister – Straßenrennen (U23)
- Dänischer Meister – Mannschaftszeitfahren (mit Daniel Kreutzfeldt, Jonas Aaen Jørgensen, Thomas Guldhammer, Jens-Erik Madsen und Troels Rønning Vinther)

2011
- eine Etappe Triptyque des Monts et Châteaux
- zwei Etappen Tour du Loir-et-Cher

2014
- zwei Etappen Tour du Loir-et-Cher
- Hadeland Grand Prix

2017
- eine Etappe Circuit des Ardennes
- Sundvolden Grand Prix
- Ringerike Grand Prix
- eine Etappe Kreiz Breizh Elites